# Синагога Гамлы
Древняя синагога Гамлы была построена в период между I веком до н. э. и I веком н. э. Она располагалась в древнем еврейском городе Гамле на западном склоне Голанской возвышенности в 18 км северо-восточнее озера Кинерет.
Является древнейшей из обнаруженных до сих пор синагог на территории Эрец Исраэль или даже в мире. Найдена археологом Шмарьягу Гутманом в 1976 году.

## История
Синагога была обнаружена во время археологических раскопок с 1976 по 1978 год в восточной части города Гамла. Она примыкала к внешней крепостной стене.
Синагога построена из обработанного камня и имела прямоугольную форму (25,5 на 17 м). Она характеризуется колонными проходами и окружающей дорической колоннадой с угловыми колоннами в форме сердца. Вход в синагогу осуществлялся через двойные двери, расположенные на юго-западной стороне.
Вдоль стен было расположено 4 ряда каменных скамей. Столбы в центре зала поддерживали крышу. Такое планирование зала характерно для синагог в Галилее. Во дворе широкие ступени вели вниз к микве. Хотя большинство синагог строились дверями в сторону Иерусалима, в Гамле дверь синагоги выходила на юго-восток, вероятно, из-за сложного рельефа местности.
Синагога была разрушена римлянами (67 г. н. э.) и после этого место не было заселено.
Сама по себе синагога, действовавшая в период до разрушения Второго храма (70 г.), является важным аргументом в дискуссии историков по вопросу наиболее раннего периода строительства синагог. Ранее предполагалось, что она была построена в I веке до н. э. и является самой древней синагогой на территории Израиля. Стивен Файн считает, что она построена после 40 г. до н. э. В 2012 году Ури Цви Маоз оспорил эти датировки: он полагает, что синагога была построена около 50 года н. э. Миква, по его мнению, была сделана только в 67 году, а ранее это была водяная цистерна.
В рамках реконструкции учёными была создана трёхмерная модель гамлской синагоги.

## Галерея

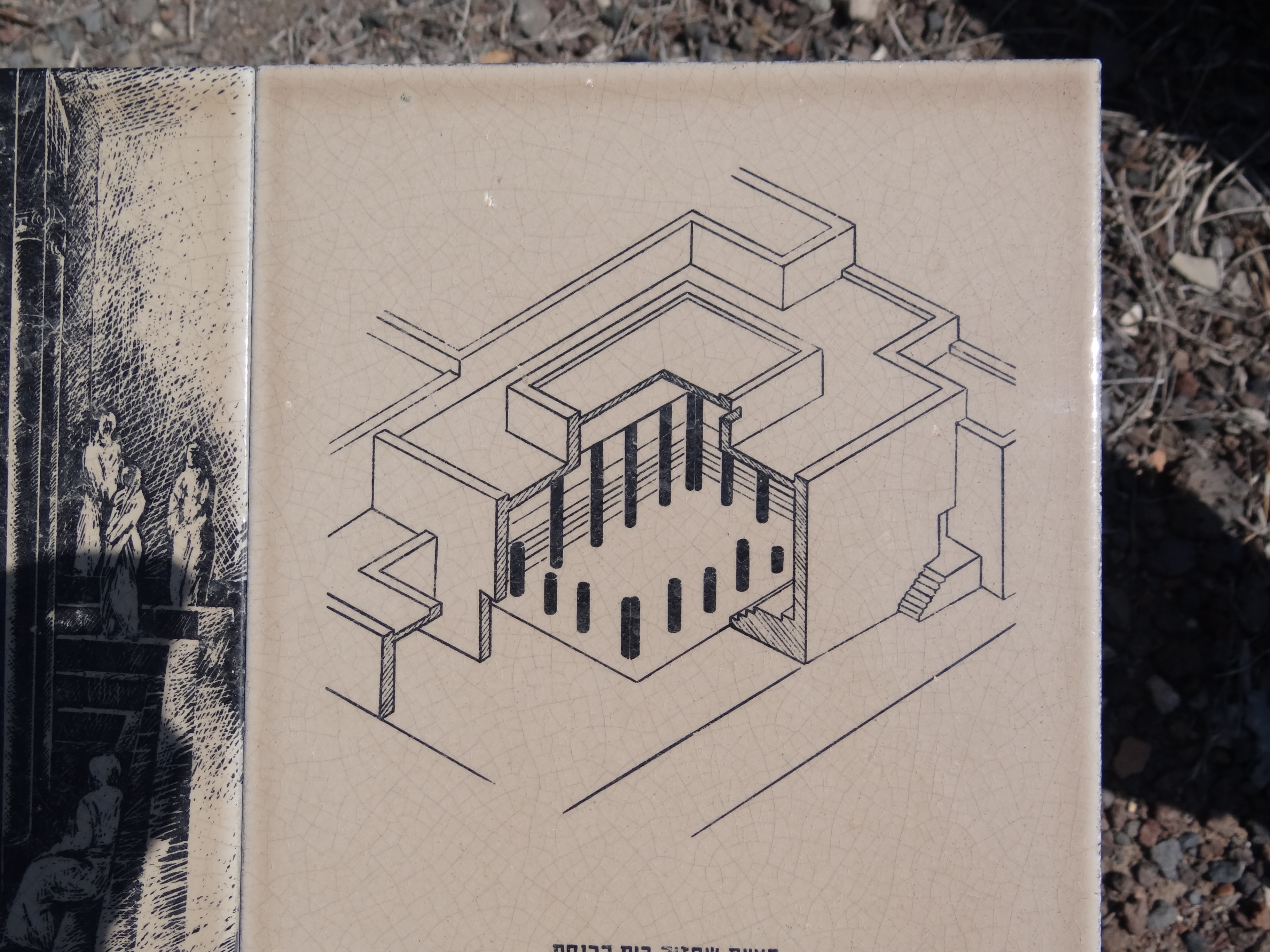
Эскиз синагоги Гамлы
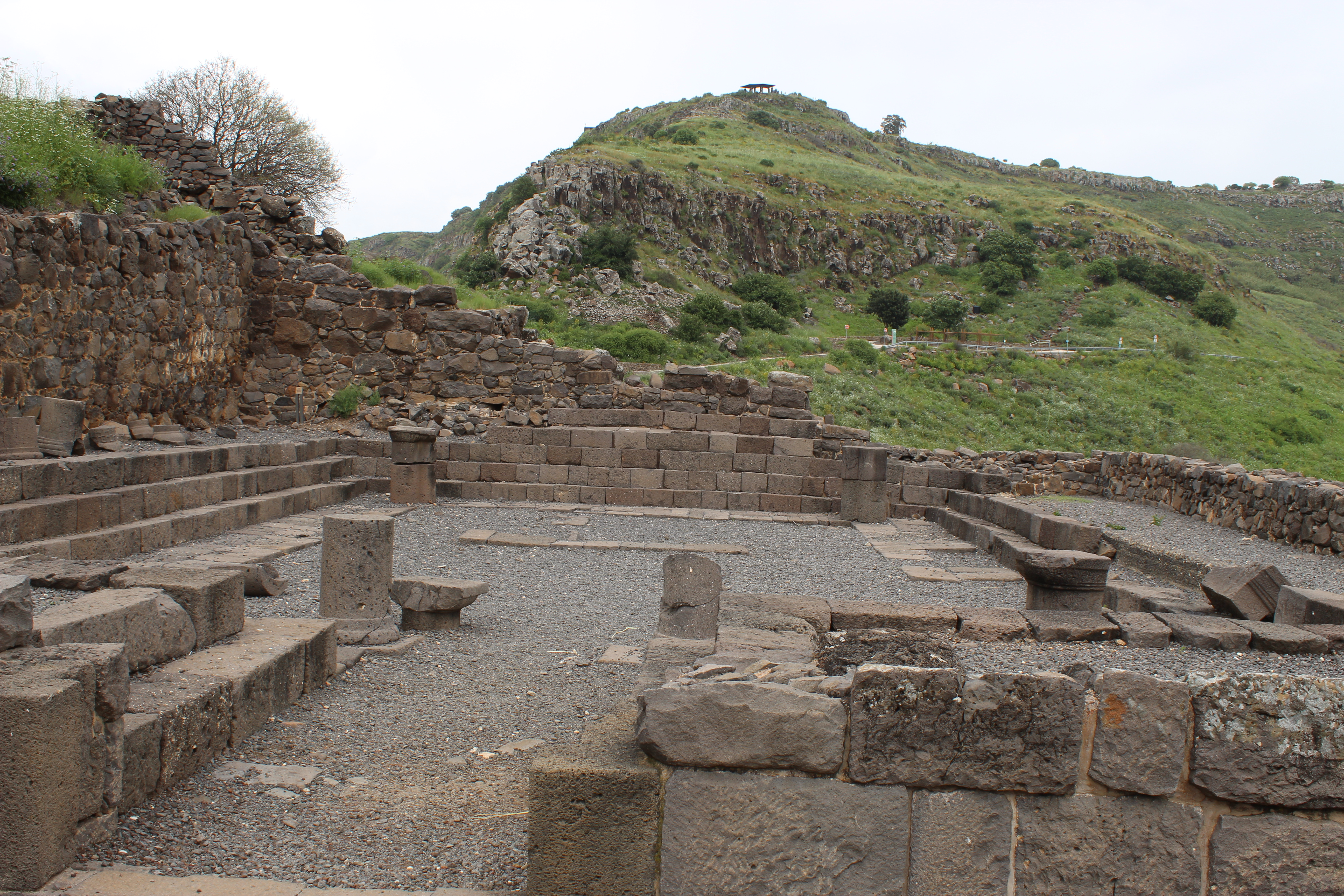
Фрагмент синагоги Гамлы
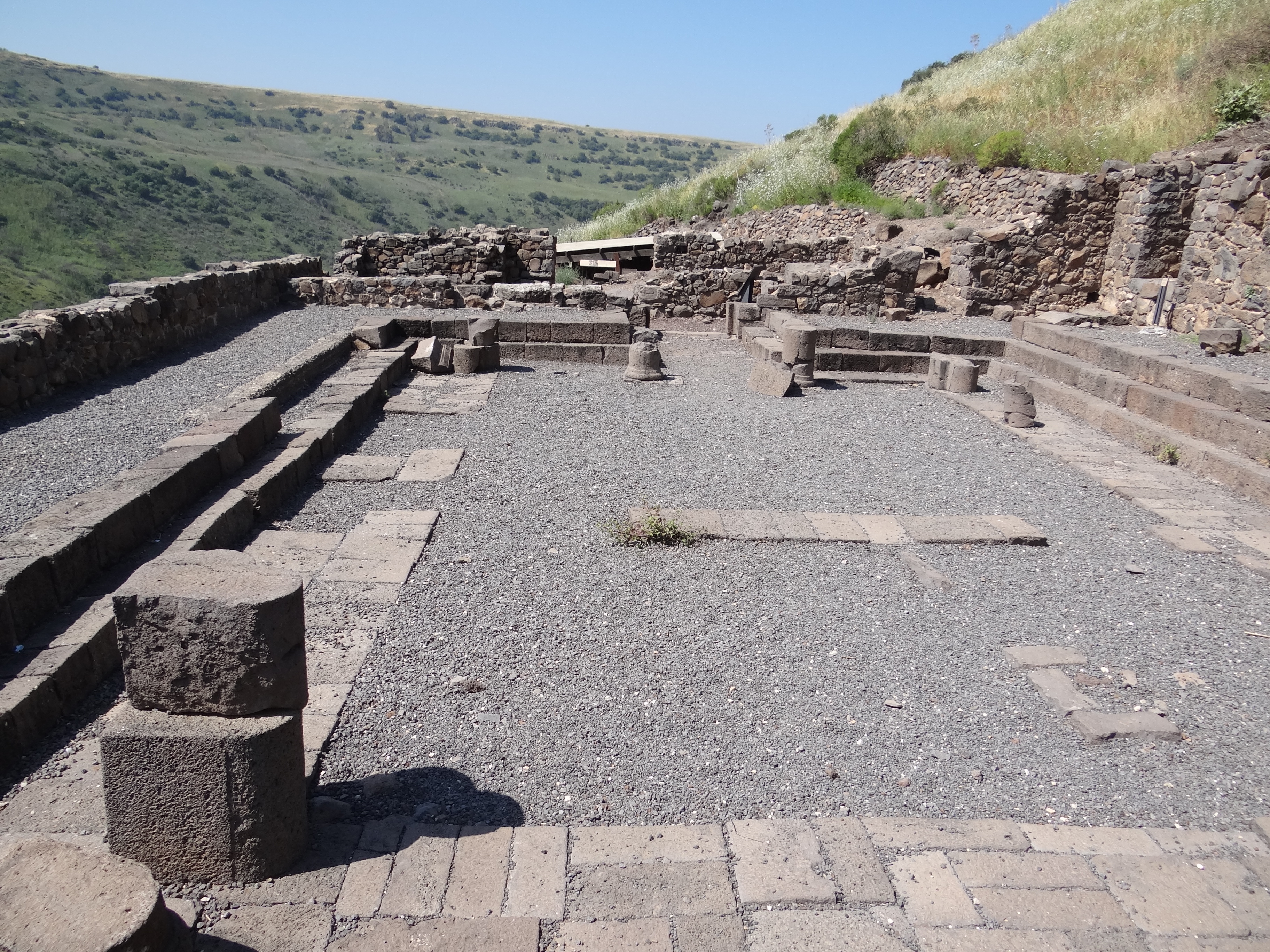
Фрагмент синагоги Гамлы
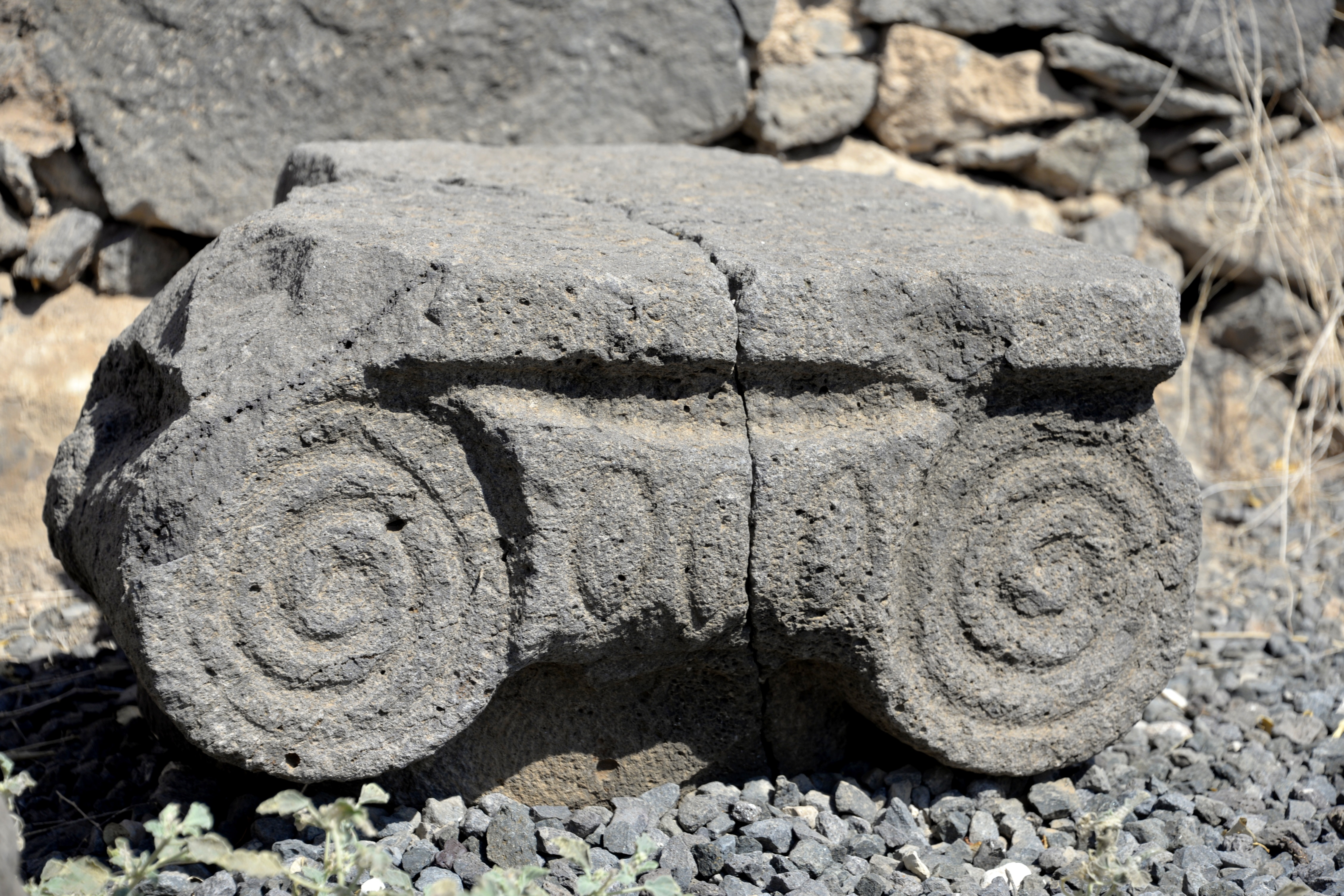
Орнамент в синагоге Гамлы